# Roberto Álvarez
Roberto Pio Álvarez (ur. 5 maja 1968 w Kordobie) – argentyński duchowny katolicki, w latach 2017–2023 biskup pomocniczy Comodoro Rivadavia, biskup diecezji Rawson od 2023.

## Życiorys
Święcenia kapłańskie przyjął 14 grudnia 1998 i został inkardynowany do archidiecezji Córdoba. Pracował jako duszpasterz parafialny, pełniąc jednocześnie funkcję wykładowcy archidiecezjalnego seminarium duchownego.
28 listopada 2017 papież Franciszek mianował go biskupem pomocniczym archidiecezji Comodoro Rivadavia oraz biskupem tytularnym Sozopolis in Haemimonto. Sakry udzielił mu 22 grudnia 2017 arcybiskup Córdoby, Carlos Ñáñez.
19 października 2023 został mianowany pierwszym biskupem nowo powstałej diecezji Rawson. 